# Туринский эротический папирус
Тури́нский эроти́ческий папи́рус (также Туринский сатирико-эротический папирус и Папирус № 55001) — древнеегипетский иллюстрированный папирус светского содержания периода Рамессидов (ок. 1150 год до н. э.). Выставлен в Египетском музее Турина (Италия).

## Обнаружение
Обнаружен в начале XIX века в Дейр-эль-Медине и впервые в 1830-е годы изучен Ж-Ф. Шампольоном, привлечённым анималистическими сюжетами. Другую часть папируса египтолог назвал «чудовищной непристойностью». Из-за своеобразного содержания папирус вызывал отторжение ранних европейских исследователей. Копии папируса не появлялись в печати до 1973 года.

## Описание
Папирус датируется предположительно эпохой Нового Царства, периодом правления Рамзеса III или его сына Рамзеса IV — примерно XII—XI веков до н. э.
Папирус размером 2,6 м на 25 см состоит из двух частей, на одной из которых представлено 12 эротических изображений, на другой — сатирические сюжеты с участием животных. Мужчины на иллюстрациях «неряшливые, лысеющие, низкорослые и с брюшком», с преувеличенно большими гениталиями и не соответствуют египетским стандартам физической привлекательности. Женщины изображены в зрелом возрасте. Они показаны с предметами из традиционной эротической иконографии, такой как листья вьюнка, а в некоторых сценах они даже держат предметы, традиционно ассоциирующиеся с Хатхор, богиней любви, такие как цветы лотоса и обезьяны.
Размер папирусной ленты не соответствует стандартам свитков административного или религиозного содержания. Роспись выполнена чёрной краской. Папирус сохранился плохо.
Рисунки созданы рукой профессионального начитанного писца и выдержаны в стиле, характерном для художников западного побережья Фив (Мединет-Абу). Автор жил в промежутке между поздним Новым царством и Третьим переходным периодом, поскольку общество Дейр-эль-Медины прекратило работы после XX династии. Изображения женщин и льва на Туринском папирусе сходны с подобными рисунками на Папирусе дамы Херубен.

## Содержание
Сохранившиеся фрагменты содержат 27 иллюстраций, 15 из которых имеют сатирическое содержание.
Справа изображены животные с музыкальными инструментами и последовательность других анималистических сюжетов без текстовых дополнений. Сцены с животными-музыкантами повторяют подобные сцены на обнаруженных остраконах, сосудах, косметических принадлежностях и фигурках Нового царства. На папирусе также можно увидеть льва, играющего с газелью в сенет, шакала, пасущего газелей, кошку, пасущую гусей, обезьяну с флейтой, льва с арфой,  мышей, штурмующих крепость кошки, ласточку, разговаривающую с бегемотом, который ест фиги с сикамора, осла в виде судьи.
Рисунки животных могут служить иллюстрациями к рассказам или пословицам, позже утраченным. В древнеегипетской литературе животные нередко наделены даром речи: «Обречённый принц» или «Сказка о потерпевшем кораблекрушение». Отсутствие пояснительных надписей указывает на общеизвестные сюжеты.

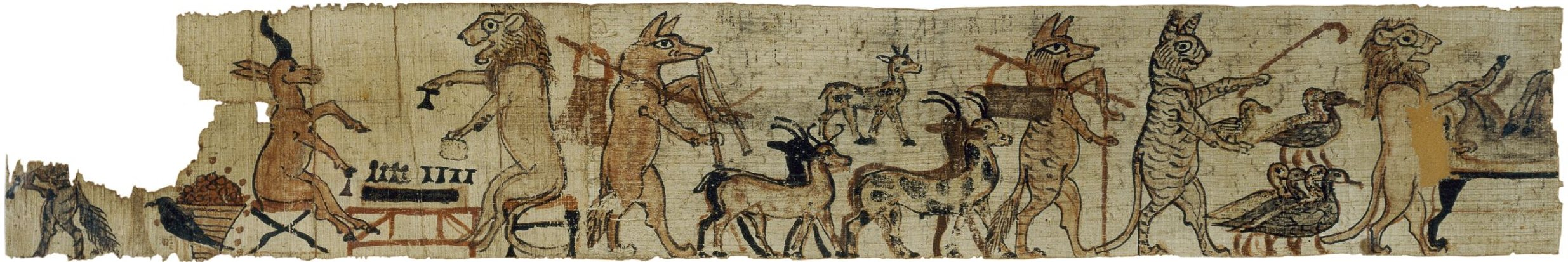
Сатирические сюжеты

Слева папирус содержит эротические сцены коитуса и сопроводительные тексты. Мужчины изображены с преувеличенными половыми органами; женщины представлены танцовщицами и музыкантшами. Один колесничий, в отличной от других одежде, может быть военным. От него убегает неопрятный мужчина меньшего размера, который, возможно, оставлен женщиной ради колесничего. Иной вариант интерпретации военного с сидящей на краю колесницы женщиной: аллегорическое обозначение интимной позы. Стефан Вениг видел в эротической части Туринского папируса изображение борделя, поскольку у одного из мужчин на поясе висит кошелёк.

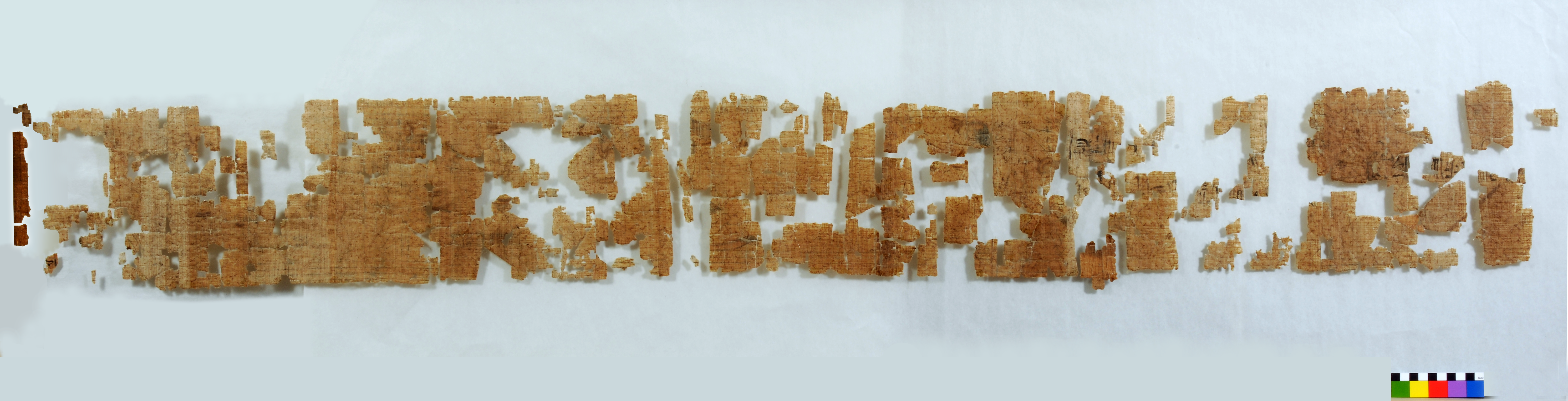
Развёрнутый свиток

Точное значение сцен для современного человека остаётся неясным, но, вероятно, являлось очевидным для древних египтян. Одни исследователи полагают, что сцены содержат политическую сатиру, возможно, высмеивают Рамсеса III и его гарем, либо жрецов; другие видят иронию, направленную на самих богов или их официальных представителей, особенно в погребальном искусстве. Также имеется предположение, что эротическая часть Туринского папируса являлась неким руководством — жанром, наиболее распространённым на Дальнем Востоке. Однако, если китайские и японские (сюнга) руководства создавались с верой в важность сексуальности для здоровой и гармоничной жизни, то среди древнеегипетских текстов не сохранилось доказательств подобных убеждений. Предположительно, эротические сцены комичны и анекдотичны.